# 下市車站
下市車站（日语：／ Shimoichi eki */?）是一由西日本旅客鐵道（JR西日本）所經營的鐵路車站，位於日本鳥取縣西伯郡大山町，是JR西日本山陰本線沿線一個無人小站。屬於中國統括本部所管轄的範圍。
行駛在山陰本線上的快速列車「鳥取快車」（とっとりライナー）有部分班次會在本站停靠。

## 車站結構
對向式2面2線，可進行列車交會的地面車站。以前為側式1面1線、島式1面2線，合計2面3線（側式、島式的複合型），後來為了山陰本線的高速化取消了3號月台。

### 月台配置
| 月台 | 路線     | 方向 | 目的地         |
| ---- | -------- | ---- | -------------- |
| 1、2 | 山陰本線 | 上行 | 倉吉、鳥取方向 |
| 1、2 | 山陰本線 | 下行 | 米子、松江方向 |

## 相鄰車站
※快速「鳥取Liner」（只限上行半數程度停車）的相鄰停車站參見列車條目。
西日本旅客鐵道
 山陰本線
中山口－下市－御來屋